# Língua triqui de Itunyoso
O Triqui de Itunyoso (triqui: snáhánj nìh, pronúncia: snã˦ʔãh˦ nĩʔ˩) é uma das línguas Triquis pertencentes à família mixtecata e otomangueana que é falada pelos povos da Reforma Itunyoso, Concepción Itunyoso, município San Martín Itunyoso, Oaxaca, México.

Línguas Mixtecas

## Fonologia
Vejam-se as pronúncias das letras nos quadros a seguir..

### Consoantes
|                    | Bilabial | Alveolar | Pós-alveolar | Retroflexa | Palatal | Velar | Labiovelar | Glotal |
| ------------------ | -------- | -------- | ------------ | ---------- | ------- | ----- | ---------- | ------ |
| Oclusiva           | p        | tː t     |              |            |         | kː k  | kʷ         | ʔ      |
| Oclusiva pré-nasal |          | nd       |              |            |         | ŋɡ    | ŋɡʷ        |        |
| Pré-oclusiva nasal |          |          |              |            | cn      |       |            |        |
| Fricativa          | βː β     | s        | ʃ            |            |         |       |            | h      |
| Africada           |          | t͡s       | t͡ʃː t͡ʃ       | t͡ʂː t͡ʂ     |         |       |            |        |
| Nasal              | mː m     | nː n     |              |            |         |       |            |        |
| Vibrante simples   |          | ɾ        |              |            |         |       |            |        |
| Lateral            |          |          |              | lː l       |         |       |            |        |
| Aproximante        |          |          |              |            | jː j    |       |            |        |

### Vogais
|         | Anterior | Central | Posterior |
| ------- | -------- | ------- | --------- |
| Fechada | i ĩ      |         | u ũ       |
| Médial  | e        | ə̃       | o         |
| Aberta  |          | a       |           |

## Tons
Assim como as demais línguas triquis, o triqui de Itunyoso é uma língua tonal. São 9' os tons. O tom 1 é o mais baixo e o 5 é o mais alto numa escala de um a cinco.

## Escritura
O triqui de Itunyoso é escrito com o alfabeto latino e não se sabe de nenhuma outra escrita que os triquis tenham usado no passado. Veja-se aqui o alfabeto que é usado.
| Letras do alfabeto triqui | Letras do alfabeto triqui | Letras do alfabeto triqui | Letras do alfabeto triqui | Letras do alfabeto triqui | Letras do alfabeto triqui | Letras do alfabeto triqui | Letras do alfabeto triqui | Letras do alfabeto triqui | Letras do alfabeto triqui | Letras do alfabeto triqui | Letras do alfabeto triqui | Letras do alfabeto triqui | Letras do alfabeto triqui | Letras do alfabeto triqui | Letras do alfabeto triqui | Letras do alfabeto triqui | Letras do alfabeto triqui | Letras do alfabeto triqui | Letras do alfabeto triqui | Letras do alfabeto triqui | Letras do alfabeto triqui | Letras do alfabeto triqui | Letras do alfabeto triqui | Letras do alfabeto triqui | Letras do alfabeto triqui | Letras do alfabeto triqui | Letras do alfabeto triqui | Letras do alfabeto triqui | Letras do alfabeto triqui | Letras do alfabeto triqui | Letras do alfabeto triqui | Letras do alfabeto triqui | Letras do alfabeto triqui | Letras do alfabeto triqui | Letras do alfabeto triqui | Letras do alfabeto triqui |
| ------------------------- | ------------------------- | ------------------------- | ------------------------- | ------------------------- | ------------------------- | ------------------------- | ------------------------- | ------------------------- | ------------------------- | ------------------------- | ------------------------- | ------------------------- | ------------------------- | ------------------------- | ------------------------- | ------------------------- | ------------------------- | ------------------------- | ------------------------- | ------------------------- | ------------------------- | ------------------------- | ------------------------- | ------------------------- | ------------------------- | ------------------------- | ------------------------- | ------------------------- | ------------------------- | ------------------------- | ------------------------- | ------------------------- | ------------------------- | ------------------------- | ------------------------- | ------------------------- |
| A                         | B                         | Bb                        | Ch                        | Cch                       | Chr                       | Cchr                      | Cn                        | D                         | E                         | H                         | I                         | J                         | K                         | Kk                        | Kw                        | Kkw                       | L                         | Ll                        | M                         | Mm                        | N                         | Nd                        | Ng                        | Nn                        | Ngw                       | O                         | P                         | R                         | S                         | T                         | Ts                        | Tt                        | U                         | X                         | Y                         | Yy                        |
| a                         | b                         | bb                        | ch                        | cch                       | chr                       | cchr                      | cn                        | d                         | e                         | h                         | i                         | j                         | k                         | kk                        | kw                        | kkw                       | l                         | ll                        | m                         | mm                        | n                         | nd                        | ng                        | nn                        | ngw                       | o                         | p                         | r                         | s                         | t                         | ts                        | tt                        | u                         | x                         | y                         | yy                        |
| Valores fonéticos         |                           |                           |                           |                           |                           |                           |                           |                           |                           |                           |                           |                           |                           |                           |                           |                           |                           |                           |                           |                           |                           |                           |                           |                           |                           |                           |                           |                           |                           |                           |                           |                           |                           |                           |                           |                           |
| a                         | β                         | βː                        | t͡ʃ                        | t͡ʃː                       | t͡ʂ                        | t͡ʂː                       | cn                        | d                         | e                         | ʔ                         | i                         | h                         | k                         | kː                        | kʷ                        | kʷː                       | l                         | lː                        | m                         | mː                        | n                         | nd                        | ŋɡ                        | nː                        | ŋɡʷ                       | o                         | p                         | ɾ                         | s                         | t                         | t͡s                        | tː                        | u                         | ʃ                         | j                         | jː                        |

Notas
1. Las vocales nasalizadas /ə̃/, /ĩ/ y /ũ/ se escriben en la ortografía práctica con <an>, <in> y <un> respectivamente.
2. Los tonos se marcan con dos acentos: acento agudo (´) para los tonos altos y el acento grave (`) para los tonos bajos.

## Características
La estructura de esta lengua es verbo-sujeto-objeto (VSO); cuenta con palabras cortas y afijos; es también una lengua tonal.

## Breve vocabulario
Aqui se mostram algumas palavras do Triqui de Itunyoso.
- chungwì "mundo"
- kwi "sol"
- nga "nuvem"
- chrun "árvore"
- riaan "cara"
- tuhba "boca"
- raha "mão de"
- chukwa "formiga"
- chutan "abelha"

## Amostra de texto
1. Asi̱j sini ya̱n ni̱ nne tsínj gu̱ꞌnaj nuguanꞌ daj. Ni̱ nne síꞌ nga̱ Yanꞌanj xa̱ngaꞌ. Ni̱ huin síꞌ Yanꞌanj.
2. Ni̱ nuguanꞌ daj nne asi̱j sini ya̱n nga̱ Yanꞌanj.
3. Ni̱ gaꞌninꞌ Yanꞌanj xa̱ngaꞌ sun sisi̱ gui̱ꞌyaj nuguanꞌ daj daranꞌ ni rasu̱n mán. Ni̱ sisi̱ nitaj nuguanꞌ daj, ni̱ a̱ ꞌngo̱ rasu̱n si̱ gaꞌue gui̱man mánj.
4. Ni̱ nuguanꞌ daj guiꞌyaj sisi̱ ga̱huin ni̱ꞌnaꞌ ni rasu̱n. Ni̱ xiꞌí si hua ni̱ꞌnaꞌ néꞌ, guiꞌyaj nuguanꞌ daj, ni̱ xigui̱n mán néꞌ.
5. Ni̱ yanꞌa̱n daj huin si xigui̱n rian ru̱miꞌ mán néꞌ. Ni̱ rian ru̱miꞌ daj nun ga̱ꞌue gui̱naꞌaj yanꞌa̱n da mánj[6]

Português
1. No princípio era o Verbo, e o Verbo estava com Deus, e o Verbo era Deus.
2. O mesmo aconteceu no princípio com Deus.
3. Todas as coisas foram feitas por ele; e sem ele nada do que foi feito foi feito.
4. Nele estava a vida; e a vida era a luz dos homens.
5. E a luz brilha nas trevas; e as trevas não o compreenderam.[7]